# Antropomorfism

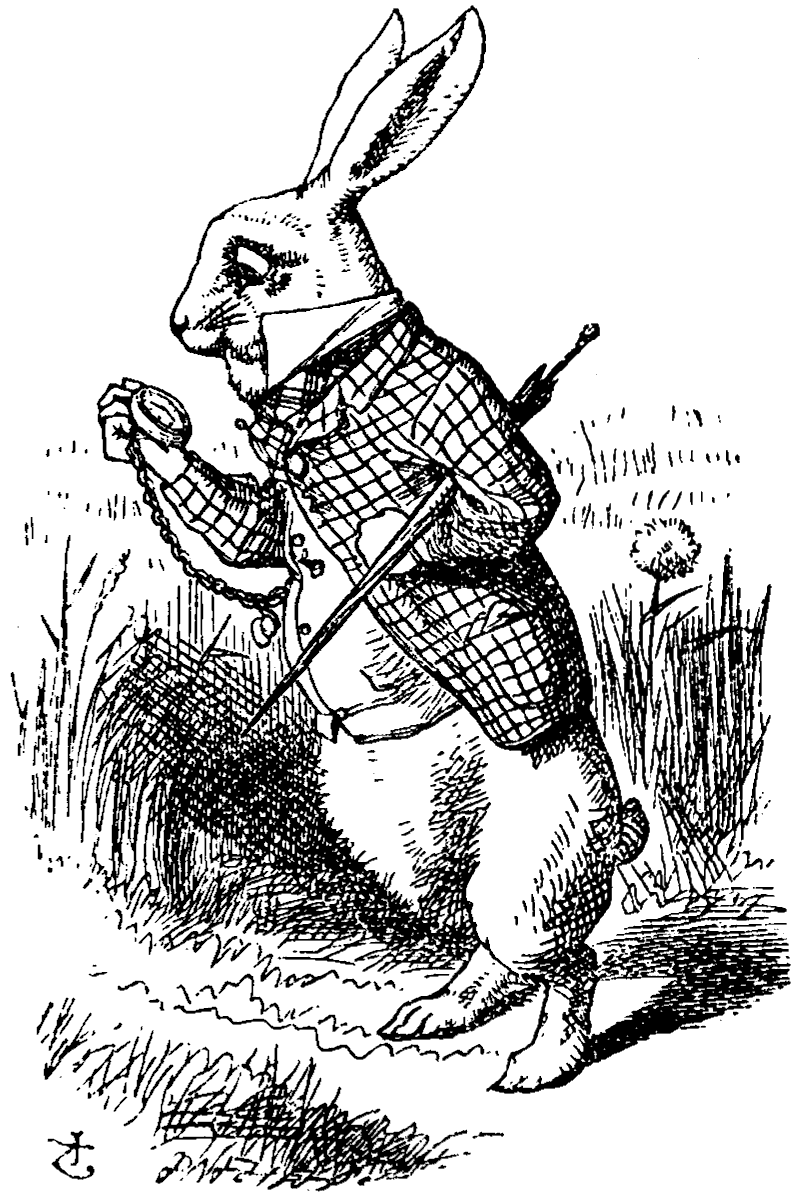
John Tenniels framställning av den här antropomorfa kaninen finns i första kapitlet av Lewis Carrolls Alice i underlandet.

Antropomorfism syftar på personifikation av mänsklig karaktär på icke-människor, till exempel djur, gudaväsen eller föremål. Ordet kommer av grekiskans ανθρωπος (anthrōpos) som betyder människa och μορφη (morphē), det vill säga form.
När ett väsen har människoliknande gestalt kallas det fysisk antropomorfism och när väsendet har ett människoliknande själsliv kallas det psykisk antropomorfism.
Polyteistiska religioner kan vara utpräglat antropomorfiska, men även i Bibeln beskrivs Gud i mänsklig skepnad, med mänskliga attribut eller med mänskligt beteende. Exempel på detta är 1 Mos 3:8 där Gud vandrar runt i lustgården och 1 Mos 32:22-32 där han i mänsklig skepnad brottas med Jakob.
Antropomorf används även om människoliknande övernaturliga och sagoväsen, till exempel tomtar och troll. Sagoväsen som liknar andra djur än människor (till exempel drakar och enhörningar) kallas för teriomorfa (efter grekiskans θηρίον (thēríon) som betyder vilddjur).
Antropomorfiska dockor är människoliknande dockor som används vid krockprovning av fordon. Dockorna har standardiserad storlek, vikt och viktfördelning, styvhet, rörlighet i leder och mjukdelar, för att kunna ge reproducerbara och realistiska dynamiska rörelser och samspel med fordonets inredning och säkerhetsdetaljer. Dockorna kan förses med instrumentering som mäter våldet mot olika delar av kroppen.

## Användningsområden
Inom genusvetenskapen har begreppet ökat i användning, framför allt i samband med diskussioner om naturlighet. Hillevi Ganetz, professor i genusvetenskap, skriver: ”Tittarna bibringas en bild av djurens liv som likt människans eller till och med som riktmärke för hur människor borde leva. Dessa konstruerade framställningar av djur och natur kan sedan användas som argument i debatter om vad som exempelvis är en ”naturlig” sexualitet.” Benämningen han och hon inrymmer förväntningar och föreställningar om vad manligt och kvinnligt egentligen är samt hur de två förhåller sig till varandra. I relation till detta menar Ganetz att djur genuskodas i användningen av olika pronomina. I slutändan blir det människans beskrivning av djur och växtlighet som cementerar en ”naturlighet” som i sin tur används för att legitimera ett visst sorts livssätt, handling, relation hos människor.